# Genneton
Genneton ist eine französische Gemeinde mit 306 Einwohnern (Stand: 1. Januar 2022) im Département Deux-Sèvres in der Region Nouvelle-Aquitaine (vor 2016: Poitou-Charentes). Sie gehört zum Arrondissement Bressuire und zum Kanton Mauléon. 

## Lage
Genneton liegt etwa 24 Kilometer nordnordwestlich von Bressuire in der Landschaft des Haut-Poitou. Das Gemeindegebiet wird im Südosten vom Flüsschen Soire durchquert. Umgeben wird Genneton von den Nachbargemeinden Cléré-sur-Layon im Norden, Cersay im Osten, Argentonnay im Südosten und Süden sowie Saint Maurice Étusson im Westen.

## Bevölkerungsentwicklung
| Jahr                       | 1962 | 1968 | 1975 | 1982 | 1990 | 1999 | 2006 | 2019 |
| Einwohner                  | 590  | 545  | 479  | 424  | 359  | 358  | 349  | 317  |
| Quellen: Cassini und INSEE |      |      |      |      |      |      |      |      |

## Sehenswürdigkeiten
- Schloss Maumusson
- Schloss Beaurepaire